# ダニエル・イザイラ
ダニエル・ヨヌツ・イザイラ（Daniel Ionuț Isăilă 、1972年6月29日 - ）は、ルーマニア・ブラショヴ出身のサッカー指導者、元サッカー選手。選手時代のポジションはディフェンダー。

## 来歴
FCラピド・ブカレストに所属した2000-2001シーズンとFCブラショヴに所属した2001-02シーズンはUEFAカップに出場した。UEFAカップ 2000-01は予選のFCミカ戦と1回戦のリヴァプールFC戦、UEFAカップ 2001-02は予選のFCミカ戦と1回戦のインテル・ミラノ戦に出場し、FCミカ戦の第1戦でゴールを記録した。
2005-06シーズンを最後に現役を引退すると、ルーマニア2部リーグのFCサチェレで指導者としての道を歩み始めた。FCブラショヴやFCスポルトゥル・ストゥデンツェスク・ブカレスト、ASAトゥルグ・ムレシュで監督を務めた後、2013年にFCアストラ・ジュルジュの監督に就任した。2013-14シーズンはクパ・ロムニエイ、スーペルクパ・ロムニエイで優勝し、クラブ史上初となる主要タイトルの獲得に貢献した。2014-15シーズンはUEFAヨーロッパリーグ 2014-15・プレーオフでフランスの強豪オリンピック・リヨンを破り、初のUEFAヨーロッパリーグ本戦出場を決めた。2014年10月、成績不振を理由に解任された。
2014年10月、ルーマニア代表新監督にアンゲル・ヨルダネスクが就任すると、ヴィオレル・モルドヴァン、ヨヌツ・バデアと共にアシスタントコーチに就任した。

## 監督成績
2024年10月5日現在
| クラブ                           | 就任           | 退任           | 記録 | 記録 | 記録 | 記録 | 記録 | 記録 | 記録   |
| クラブ                           | 就任           | 退任           | 試合 | 勝   | 分   | 負   | 得点 | 失点 | 勝率 % |
| -------------------------------- | -------------- | -------------- | ---- | ---- | ---- | ---- | ---- | ---- | ------ |
| FCサチェレ                       | 2006年7月1日   | 2007年6月30日  | 34   | 11   | 10   | 13   | 34   | 43   | 032.35 |
| FCブラショヴ                     | 2010年7月9日   | 2010年12月17日 | 21   | 7    | 8    | 6    | 20   | 23   | 033.33 |
| FCブラショヴ                     | 2011年8月31日  | 2011年11月1日  | 9    | 2    | 3    | 4    | 9    | 10   | 022.22 |
| スポルトゥル・ストゥデンツェスク | 2011年11月3日  | 2012年8月22日  | 22   | 5    | 6    | 11   | 22   | 34   | 022.73 |
| FCMトゥルグ・ムレシュ            | 2012年8月24日  | 2013年3月11日  | 17   | 9    | 2    | 6    | 20   | 17   | 052.94 |
| アストラ・ジュルジュ             | 2013年4月14日  | 2014年3月22日  | 45   | 25   | 13   | 7    | 87   | 44   | 055.56 |
| アストラ・ジュルジュ             | 2014年5月8日   | 2014年10月10日 | 23   | 15   | 1    | 7    | 55   | 31   | 065.22 |
| U-21ルーマニア代表               | 2016年12月13日 | 2018年6月8日   | 8    | 2    | 3    | 3    | 9    | 12   | 025.00 |
| アル・ハズム                     | 2018年6月8日   | 2020年1月31日  | 49   | 13   | 14   | 22   | 57   | 82   | 026.53 |
| バニーヤース                     | 2020年6月27日  | 2023年6月1日   | 113  | 40   | 27   | 46   | 158  | 167  | 035.40 |
| アジュマーン                     | 2023年10月3日  | 2024年6月1日   | 23   | 8    | 9    | 6    | 31   | 31   | 034.78 |
| ホール・ファカン                 | 2024年6月25日  |                | 7    | 2    | 0    | 5    | 8    | 15   | 028.57 |
| 通算                             | 通算           | 通算           | 371  | 139  | 96   | 136  | 510  | 509  | 037.47 |

## タイトル

### 指導者時代
アストラ・ジュルジュ
- クパ・ロムニエイ: 2013-14
- スーペルクパ・ロムニエイ: 2014